# 銀河戦国群雄伝ライ 異聞
『銀河戦国群雄伝ライ異聞』（ぎんがせんごくぐんゆうでん ライいぶん）は、真鍋譲治の漫画、『銀河戦国群雄伝ライ』の後日談。メディアワークス『月刊電撃コミックガオ!』2003年2月号別冊付録初出。その後、大幅加筆を経う単行本化。
真鍋が自作の『ライ』を成人向け同人誌化した二次創作の続編が、一般商業作品で刊行されたという異例の経緯を持つ作品（真鍋は自作の同人誌化をよく行う作家であるが、特に『ライ』のそれは質量ともに豊富）。

## あらすじ
大五丈竜王こと、竜我雷（りゅうがらい）による銀河統一から十数年の後、銀河帝国皇帝、二世皇帝の父となったライの耳に、国境周辺を脅かす海賊ジャムカの存在が上告される。そして、その海賊の頭目が、旧智国の女武将・独眼竜正宗（どくがんりゅうまさむね）の子を自称していると告げられたライは、激しい衝撃にかられる。ライは、親友にして元軍師である大覚屋師真に告げる。
「俺と正宗の間にできた子だ!!」。

## 主な登場人物
竜我雷（りゅうが らい）
銀河帝国皇帝。本作で、超常現象によって生前の正宗と関係を持っていたことが明らかになる。皇帝になってから髭を伸ばしていたが、久々に出陣することを決めた際にはキレイに剃っている。
林則嘉（りん そくか）、秦公旦（しん こうたん）
銀河帝国皇帝の筆頭家臣である宰相と元帥。共に能力は当然として皇太子の傅役（教育係）を任されるほど人柄は折り紙付きだが、強引な手段には向かない。
大覚屋師真（だいがくや ししん）
かつては元五丈国軍師、そして銀河帝国丞相として辣腕を振るったが、その能力ゆえ現在は一線を退き隠棲している。竜我と「水魚の交わり」を行う親友で大切な相談役。
麗羅（れいら）
銀河帝国皇后。人望はあるが文弱な息子の将来を案じ、師真に相談を持ちかける。
項武（こうぶ）
皇帝が一都市の太守であったころから従っていた将軍。師真の密命により、「国を揺るがしかねない秘密」を闇に葬ろうとする。
姚文（ようぶん）、鐘士元（しょうしげん）
皇帝が一都市の太守であったころから従っていた将軍。項武よりは年嵩なため、現役は退いており、海賊に手こずる若い者を弄る年寄り衆となっている。
ジャムカ
若き日のライを思わせる英傑。銀河辺境の民「夷（えびす）」の海賊で、艦隊を率いて帝国を脅かすほどの大勢力の長。
幼名を「雷丸（いかずちまる）」と言い、敵として雷を苦しめた女将・正宗の子だが、父親のことは名も知らず「銀河一のうつけ者」とだけ聞かされている。
竜貴（りゅうき）
ライと麗羅の息子。嫡男であり将来は二世皇帝となるべき皇太子。両親のどちらにも似ていない文人肌、というより文弱な若者。
30人以上居る（これからも増える予定の）弟妹たちとの仲は良く、正妃である麗羅以外の側妾（現時点でも9人いる）の多くからは好かれているが、一部からは侮られており、麗羅からは将来を案じられている。

## 書誌情報
- （メディアワークス、2004年） ISBN 4-8402-2562-1